# Буслаев, Фёдор Иванович
Фёдор Ива́нович Бусла́ев (13 [25] апреля 1818, Керенск, Пензенская губерния — 31 июля [12 августа] 1897, Люблино, Московская губерния) — российский лингвист, фольклорист, историк литературы и искусства, глава русской мифологической школы. Своими трудами «О преподавании отечественного языка» (1844) и «Опыт исторической грамматики русского языка» (1858) заложил основы лингвистической русистики. Положил начало научному изучению русской народной словесности. Действительный член Петербургской Академии наук (1860), ординарный академик. Тайный советник (1877).

## Биография
На пятом году лишился отца, служившего секретарём в земском суде Керенска, и семья переехала в Пензу. В 1828 году после годичного обучения в приготовительном пансионе Буслаев поступил в Пензенскую гимназию. Стеснённые материальные условия вынудили юного Буслаева уже в 14-летнем возрасте давать частные уроки за небольшую плату. В 1833 году окончил гимназию и в течение года занимался греческим и латинским языками, чтобы в 1834 году поступить на словесное отделение философского факультета Московского университета. Здесь он слушал лекции по русской словесности И. И. Давыдова и С. П. Шевырёва. Вместе с ним здесь учились Дмитрий Каменский, Михаил Катков, Дмитрий Кодзоков, Николай Ригельман, Юрий Самарин; только Буслаев и ещё двое студентов были казённокоштными, а остальные — на собственном содержании. Как казённокоштный студент, Буслаев должен был шесть лет отработать в гимназии. После окончания в 1838 году университетского курса поступил учителем во 2-ю московскую гимназию, став, как он сам говорил, «доброкачественным учителем русского языка». Давал частные уроки в некоторых знатных семьях. Спустя год уехал за границу в качестве домашнего учителя в семье графа С. Г. Строганова; жил в Германии и Италии, изучал археологию и историю европейского искусства, труды по языковедению и истории В. Гумбольдта и Я. Гримма.
После возвращения в Россию поступил преподавателем русского языка в 3-ю московскую гимназию и работал в ней с 14 сентября 1841 по 7 января 1847 года, оставаясь домашним учителем у Строгановых.
В 1842 году был прикомандирован к профессорам И. И. Давыдову и С. П. Шевырёву в помощники «для исправления и разбора письменных упражнений студентов». В этом же году появилась первая статья Ф. И. Буслаева «Храм Св. Петра в Риме», напечатанная в «Москвитянине». В 1843 году сдал магистерский экзамен. В 1844 году было напечатано его двухтомное сочинение «О преподавании отечественного языка»; первая часть была посвящена изложению дидактических приёмов, а вторая содержала такие исследования Буслаевым русского языка, что ему было предложено представить её в качестве магистерской диссертации, но требовательный к себе автор отказался и только в июне 1848 года защитил магистерскую диссертацию «О влиянии христианства на славянский язык. Опыт истории языка по Остромирову евангелию».
С 1847 года, после отъезда в Петербург И. И. Давыдова, Буслаев начал читать в Московском университете лекции. С августа 1848 года — адъюнкт по кафедре русского языка и словесности, читал лекции по сравнительной грамматике и истории церковнославянского и русского языков, с декабря 1850 года — экстраординарный профессор; с июня 1859 года в чине статского советника начал исправлять должность ординарного профессора, а в 1862 году был утверждён в должности. В 1861—1881 годах Ф. И. Буслаев возглавлял кафедру русской словесности.
Избран членом-корреспондентом Императорской академии наук 29 декабря 1852 года; с 1860 года — действительный член академии.
С 1859 по 1861 год преподавал русский язык и литературу детям царской семьи в Санкт-Петербурге.
Капитальный двухтомный труд: «Исторические очерки русской народной словесности и искусства» (1861, Т. 1—2). Доктор русской словесности (1861, без защиты диссертации). В октябре 1873 года был удостоен звания заслуженного профессора Московского университета. Почётный член Московского университета (1882). В 1874 году во время пребывания в Париже был избран членом Парижского лингвистического общества. Доктор теории и истории искусств (1889).
С 20 декабря 1868 года — действительный статский советник; с 1877 года — тайный советник.
Скончался 31 июля 1897 года в селе Люблино (теперь в черте Москвы) и похоронен на кладбище Новодевичьего монастыря, у алтарных абсид Смоленского собора.

## Научная деятельность

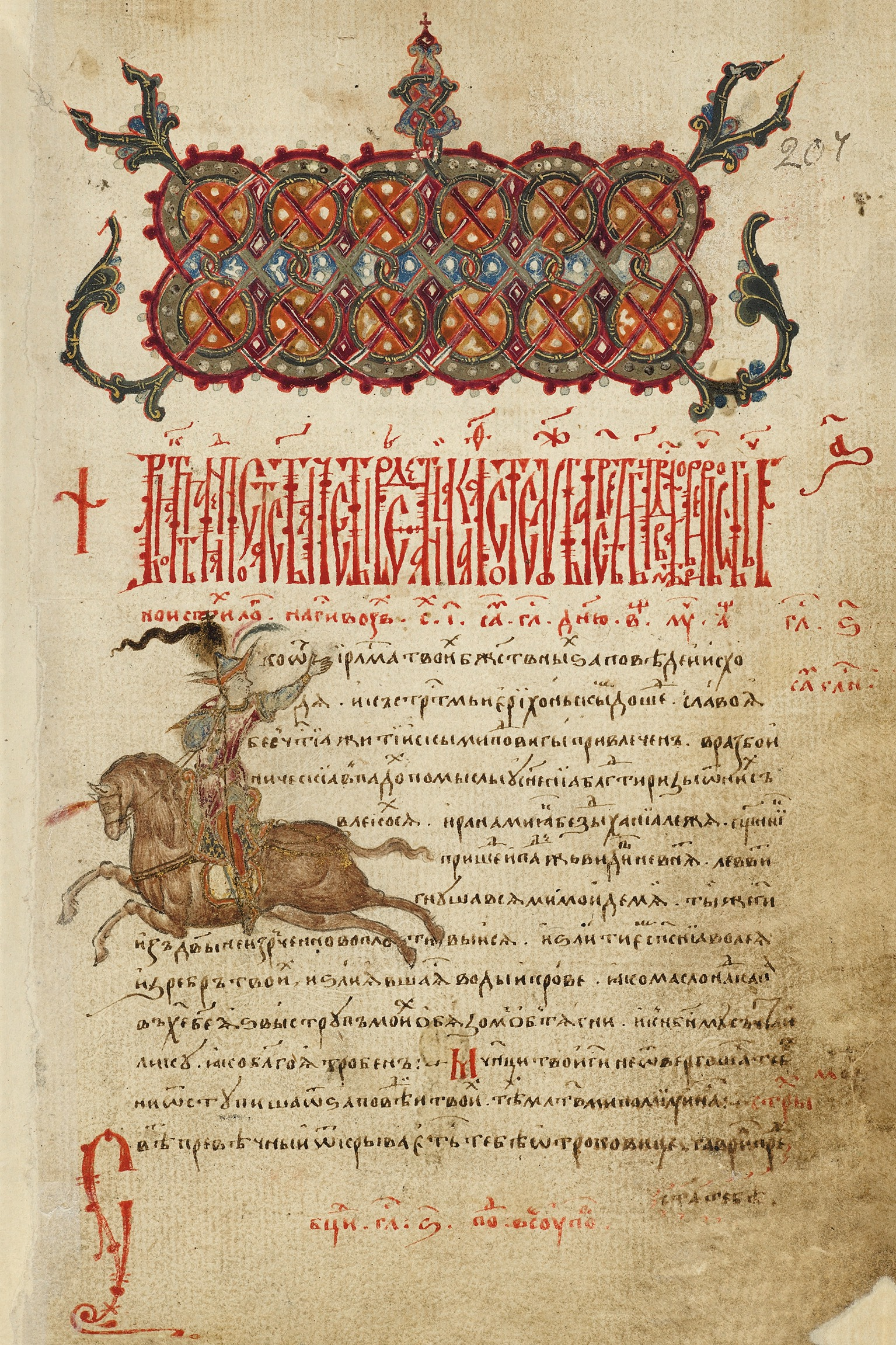
Имя учёного носит Буслаевская псалтирь XV века

На научные взгляды Ф. И. Буслаева наибольшее влияние оказали труды основоположника мифологической школы в фольклористике Якоба Гримма, с которым он был хорошо знаком, лингвистические сочинения Вильгельма Гумбольдта и работы родоначальника сравнительно-исторического языкознания Франца Боппа. Позднее испытал влияние трудов Эрнеста Ренана.

### Лингвистика
Сторонник сравнительно-исторического метода в исследованиях истории русского языка. В 1858 году по заказу Главного управления военно-учебных заведений Буслаев написал работу «Опыт исторической грамматики русского языка» (со второго издания, 1863, — «Историческая грамматика русского языка») — первый труд на данную тему. В книге Ф. И. Буслаев описал сравнительно-исторический метод, рассмотрел звуковую систему русского языка в его развитии, морфологические и синтаксические изменения с древности и до новейшего времени. Первоначально созданная как учебное пособие по русскому языку, под изменённым названием книга выдержала пять изданий ещё при жизни автора, переиздавалась к столетию первого издания — в 1959 году.
Работы Буслаева по синтаксису оказали значительное влияние на русскую грамматическую традицию. К его трудам восходит учение о разграничении морфологических и синтаксических признаков частей речи в русистике. Отождествлял логические и грамматические категории, трактуя синтаксис как воплощение логической структуры.
Предложенная Буслаевым классификация второстепенных членов предложения и типов придаточных почти полтора века сохраняется в школьном преподавании русского языка. Устойчивым в русской традиции оказалось также выделение трёх типов сочинительной связи: присоединительный, противительный и разделительный. Буслаев ввёл понятие о типе морфосинтаксической связи, названном впоследствии А. А. Потебнёй «примыканием».

### Мифология и фольклористика
В труде «Исторические очерки русской народной словесности и искусства» (т. 1—2, 1861), рассматривая фольклор «осколки древних мифов», выступил последовательным представителем мифологической школы в российской науке. Позднее разделял взгляды сторонников миграционной теории, объяснявшей сходство фольклорных сюжетов и эпизодов у разных народов заимствованием. Буслаев оставил потомкам интересные наблюдения, основанные на сопоставлении русского средневекового искусства с византийским и западноевропейским. В работе «Перехожие повести» (1874, опубликована в сборнике «Мои досуги», 1886) развивал идеи немецкого учёного Т. Бенфея о заимствованиях сюжетов и мотивов европейского фольклора с Востока. Занимался изданием древних рукописей и изучением икон («Русский лицевой апокалипсис. Свод изображений из лицевых апокалипсисов по русским рукописям с XVI века по XIX»; т. 1-2, 1884).

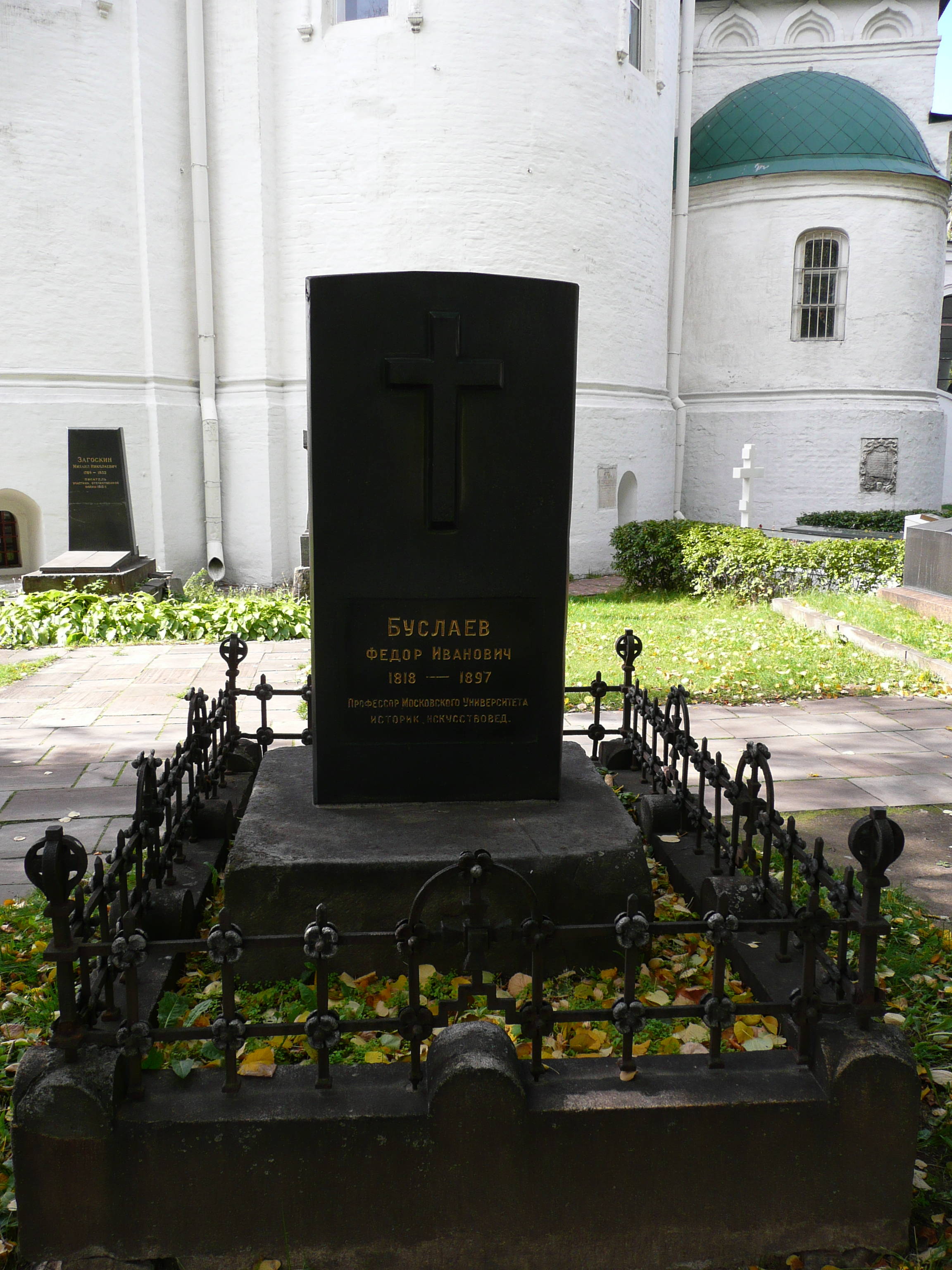
Новый надгробный памятник на могиле Буслаева в Новодевичьем монастыре

В 1870-х годах интересы учёного всё более переключаются на изучение иконографии, стенной живописи, книжного орнамента и других видов древнего искусства, где ему принадлежат капитальные исследования.

## Личная библиотека
После смерти Ф. И. Буслаева вдова учёного преподнесла его личную библиотеку в дар Императорскому Московскому университету. Это книжное собрание хранится в Отделе редких книг и рукописей Научной библиотеки МГУ имени М. В. Ломоносова: около 1430 томов книг по истории искусства (византийского, древнерусского, итальянского); западноевропейская литература, старопечатные книги XVI—XVII вв., рукописи.

## Мемуары
В конце жизни Буслаев начал слепнуть и вынужден был отказаться от своей научной работы, что сразу отразилось на его состоянии. Учёный стал постепенно слабеть и угасать. Один из его друзей, видя это, предложил ему продиктовать биографию. Так появилась книга Фёдора Ивановича Буслаева «Мои воспоминания».

## Признание и память
- Буслаевская псалтирь носит имя её первого исследователя Фёдора Ивановича Буслаева.
- Фёдору Ивановичу Буслаеву посвящена повесть «Некрещёный поп» Николая Семёновича Лескова

Награды
- орден Св. Станислава 2-й ст. (1856)
- орден Св. Анны 2-й ст. с императорской короной (1862)
- орден Св. Владимира 3-й ст. (1866)
- орден Св. Станислава 1-й ст. (1873)
- орден Св. Анны 1-й степени[15].
- орден Св. Владимира 2-й степени[15].

## Семья
Был женат дважды.
Летом 1846 года женился на Анне Алексеевне Сиротининой (1824—08.10.1867), дочери купца 3-й гильдии Алексея Андреевича Сиротинина; их дети:
- Пётр (21.06.1848—?)
- Владимир (17.02.1850—?), окончил кандидатом Московский университет (в 1903 году — действительный статский советник, служил по ведомству Министерства народного просвещения[17], был директором Серпуховской прогимназии).
- Александр (22.12.1851—?)

Вторая жена (с 1868 года) — дочь Волоколамского уездного стряпчего из дворян, титулярного советника Якова Александровича Тронова (?—19.01.1912), Людмила Яковлевна (14.06.1831—?). Их дети:
- Александра (21.05.1876—?)
- Мария (30.07.1879—?)
- Вера (11.09.1881—?)
- Фёдор (26.08.1882—?)